# Дмитриев, Анатолий Никодимович
Анато́лий Никоди́мович Дми́триев (28 марта 1908, Саратов — 5 декабря 1978) — советский музыковед

, доктор искусствоведения (1967), ученик Б. В. Асафьева, X. С. Кушнарёва, Ю. Н. Тюлина, музыкальный педагог, профессор Ленинградской консерватории (с 1967).
В 1949—1953 — заведующий кафедрой теории музыки Ленинградской консерватории, с 1968 — заведующий кафедрой истории русской и советской музыки Ленинградской консерватории.
Редактор академических изданий сочинений Чайковского и Римского-Корсакова.

## Основные музыковедческие труды
- Из творческой лаборатории А. П. Бородина // «СМ», 1950, № 10.
- К истории создания оперы А. П. Бородина «Князь Игорь» // «СМ», 1950, № 11.
- Развитие взглядов Н. А. Римского-Корсакова на курс оркестровки // Н. А. Римский-Корсаков и музыкальное образование.— Л., 1959.
- В книге «Советская симфония за 50 лет» (Л., 1967):
  - Борис Лятошинский. Четвёртая симфония
  - Борис Лятошинский. Пятая симфония Славянская
  - Дмитрий Шостакович. Седьмая симфония (совм. с Г. Г. Тиграновым)
  - Дмитрий Шостакович. Одиннадцатая симфония «1905 год» (совм. с Г. Г. Тиграновым)
  - Дмитрий Шостакович. Двенадцатая симфония «1917 год»
  - Дмитрий Шостакович. Тринадцатая симфония
  - Владимир Щербачев. Пятая симфония «Русская героическая».
- Музыкальная драматургия оркестра М. И. Глинки. К 100-летию со дня смерти М. И. Глинки.— Л., 1957
- Полифония как фактор формообразования. Теоретическое исследование на материале русской классической и советской музыки.— Л., 1962.